# ワンスアチャンス
ワンスアチャンスは、日本の女性アイドル・グループ、パフォーマンスユニット。プロデュースはメンバーでもある春さりな。

## 略歴
KissBee8期生でKissBeeYouthメンバーであった外山さりな（春さりな）プロデュースにより2021年7月11日に「1日だけ活動するアイドル」として7人で結成、お披露目された。
同日にはグループとしての継続を発表。改めて継続できるメンバーを中心に練習を重ね、前述の1日限定アイドルに未参加だった南いるかが加入。5人組ユニットととして9月末にデビューライブを行うことを明かした。7月には事務所である合同会社ワンスアチャンスを設立している。
デビュー直前となる同年9月21日にメンバー星野ゆいがドクターストップにより活動休止、および降格。
9月24日・秋葉原ZEST「AKIBA iDOL FACTORY Vol.19- THEラスミー あやたか(髙石彩乃)生誕SP-」でデビューライブ。続く9月26日、池袋ROSA「IKEBUKURO iDOL Factory Vol.31」ではトリを務めデビュー。4人でのステージデビューとなったが、改めて5人組であることをマイクした。
プロデューサー兼リーダーである春さりなは2021年10月に西元めいさ名義でAV女優としてデビューするが、2021年5月の時点でメンバー候補にこのことを報告している。
2021年11月1日、公式Twitterにて「運営との信頼関係を築くことが困難になってしまった」ことを理由に星野ゆいの脱退を発表。
2022年3月27日、中村はなが卒業ラストライブを行う。同日にはTwitterで漆りんかの加入を発表。3月28日配信、『給与明細』（ABEMA）における給与明細 Night Culture Japan企画にてAVとアイドルを兼業する春さりなこと西元めいさが特集され、ライブの模様、複雑なファン心理などが取り上げられた。
共同作業者として松本百花（元KissBeeYouth、4U2cr8）が振付師兼スタッフとして参加している。
2022年7月2日、各メンバーから卒業したい旨の話があったことを受け、同年8月末をもっての現体制終了を発表。同日をもって姫梨は卒業、漆は脱退という形をとる。
7月11日、同年8月28日に秋葉原ZSTでワンマンライブを行うことを発表。ライブ後、残る春と南も卒業を発表。9月11日より春と南のユニット「春南組」を始動させたが数回の活動で終えている。
春さりなこと西元めいさの2025年のインタビューによると1年間で300～400万円を活動全体に費やしていた。裏事情としてメンバーから「『社長がAVをやっているから、みんなもAVをやるの?』とオタクから聞かれるのが嫌だ」と直談判されて解散に至ったことを告白している。

## メンバー

### 最終メンバー

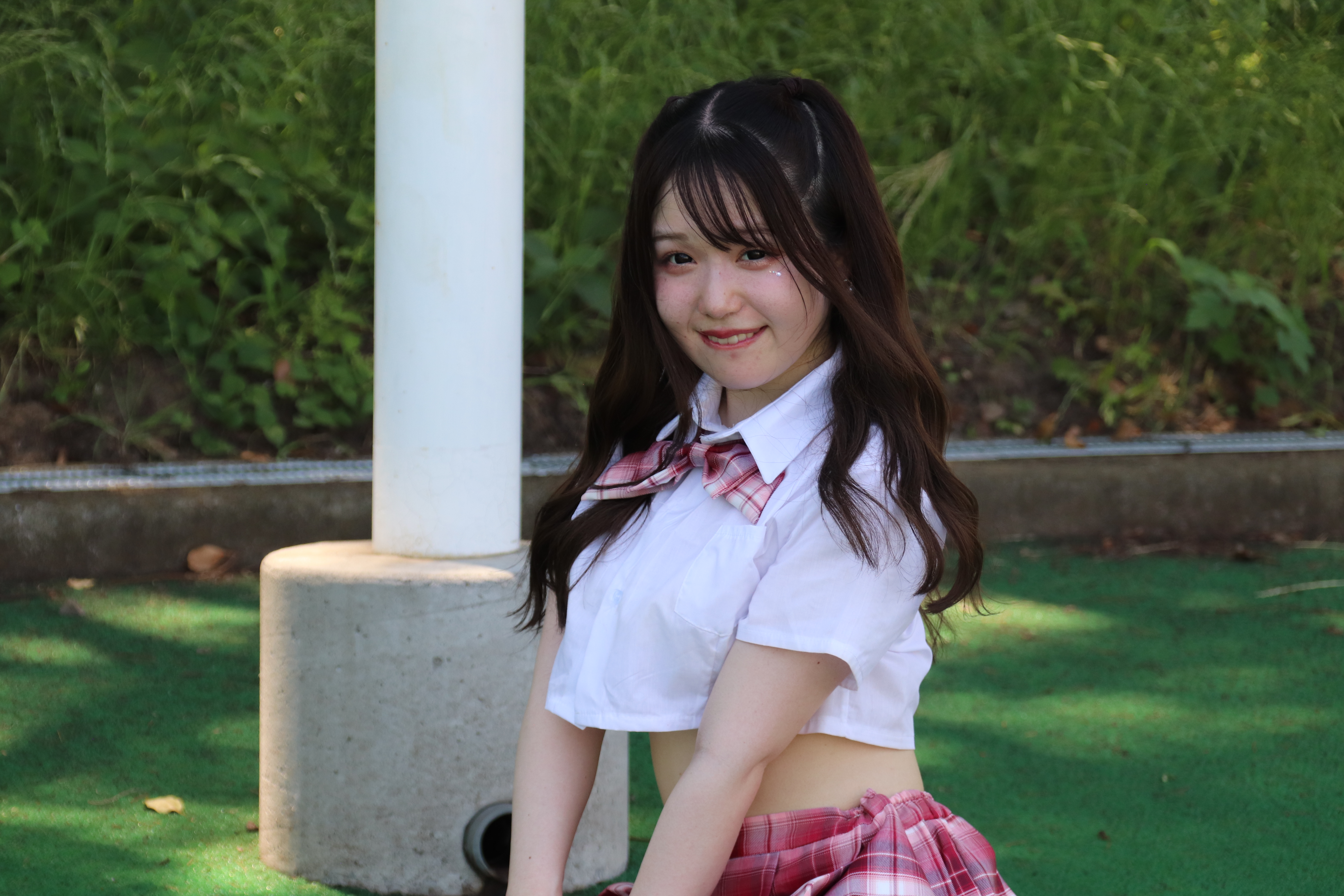
南いるか
（2022年6月25日、近代麻雀水着祭にて）

| 名前     | よみ          | 出身地 | 加入日        | 備考                                                                            |
| -------- | ------------- | ------ | ------------- | ------------------------------------------------------------------------------- |
| 春さりな | はる さりな   | 千葉県 | 2021年7月11日 | 正式デビューまでは外山さりな名義。以降、西元めいさとしても活動。 元KissBeeYouth |
| 南いるか | みなみ いるか | 栃木県 | 2021年7月12日 |                                                                                 |
| 姫梨かほ | ひめなし かほ | 栃木県 | 2021年7月11日 | 元KissBeeYouth                                                                  |
| 漆りんか | うるし りんか | 埼玉県 | 2022年3月27日 | 2021年4月まで黒栖凛果として活動                                                 |

### 元メンバー
| 名前     | よみ          | 出身地 | 加入日        | 備考                                               |
| -------- | ------------- | ------ | ------------- | -------------------------------------------------- |
| 星野ゆい | ほしの ゆい   | 千葉県 | 2021年7月11日 | 2021年11月1日脱退                                  |
| 中村はな | なかむら はな | 千葉県 | 2021年7月11日 | YouTubeユニット・chasstyメンバー 2022年3月27日卒業 |

## 出演

### ウェブテレビ
- 給与明細（2022年3月28日[9]、ABEMA）

## 作品

### 配信シングル
- 強肉弱食（2022年、Tunecore JAPAN）[19]

### 配信アルバム
- マグネティズムチャンス（2022年、Tunecore JAPAN）[20]
  - マグネティズムチャンス
  - ワワワワンな日々